# Montemaggiore Belsito
Montemaggiore Belsito es una localidad italiana de la provincia de  Palermo, región de Sicilia, con 3.643 habitantes.

Ubicación de la ciudad de Montemaggiore Belsito dentro de la provincia de Palermo.

## Evolución demográfica
| Gráfica de evolución demográfica de Montemaggiore Belsito entre 1861 y 2001 |
|                                                                             |
| Fuente ISTAT - Elaboración gráfica por parte de Wikipedia                   |